# Arctopora salmon
Arctopora salmon là một loài Trichoptera trong họ Limnephilidae. Chúng phân bố ở miền Tân bắc.